# بربر الشباب
قناة بربر الشباب هي قناة تلفزية تابعة لباقة بربر موجهة لشريحة الأطفال، والشباب. وهي قناة الاكتشاف والمغامرة والمعرفة، الترفيه وتسلية، ترافق الأطفال والشباب في حياتهم اليومية من خلال التسلية والتعليم.